# Мкртчян Сусанна Мігранівна
Сусанна Мкртчян (вірм. Սուսաննա Մկրտչյան) — вірменська громадська діячка, вікіпедист, засновниця та президент науково-освітньої організації Вікімедіа Вірменія (2013), кандидат технічних наук. У 2014 році засновник Вікіпедії Джиммі Вейлз удостоїв Сусанну Мкртчян почесної нагороди Вікіпедист року на щорічній міжнародній конференції Вікіманія у Мехіко за реалізовані нові вікі-формати (вікі-кампанії та проекти вікі-клубів). У 2015 і 2016 роках проект Wikicamp був визнаний «Найдивнішим проектом року». У 2018 році Сусанна Мкртчян була обрана віце-президентом Всесвітньої групи Вікіпедії і навчання користувачів.

## Біографія

### Освіта
Сусанна Мкртчян народилася в 1949 році в Єревані. У 1956—1964 роках навчалася в єреванській школі імені Аветіка Ісаакяна. У 1964—1966 роках продовжила навчання у фізико-математичній школі імені Манука Абегяна, яку закінчила із золотою медаллю. У 1966—1971 роках навчалася на механіко-математичному факультеті Єреванського державного університету на факультеті кібернетики, в 1984—1986 роках була направлена у Всесоюзний науково-дослідний інститут системного аналізу та брала участь в розробці системи управління базами даних ІНЕС. За цей час Сусанна розробила користувальницький інтерфейс бази даних, отримавши за цю роботу кандидатський ступінь у 1986 році.

## Науково-технічна діяльність

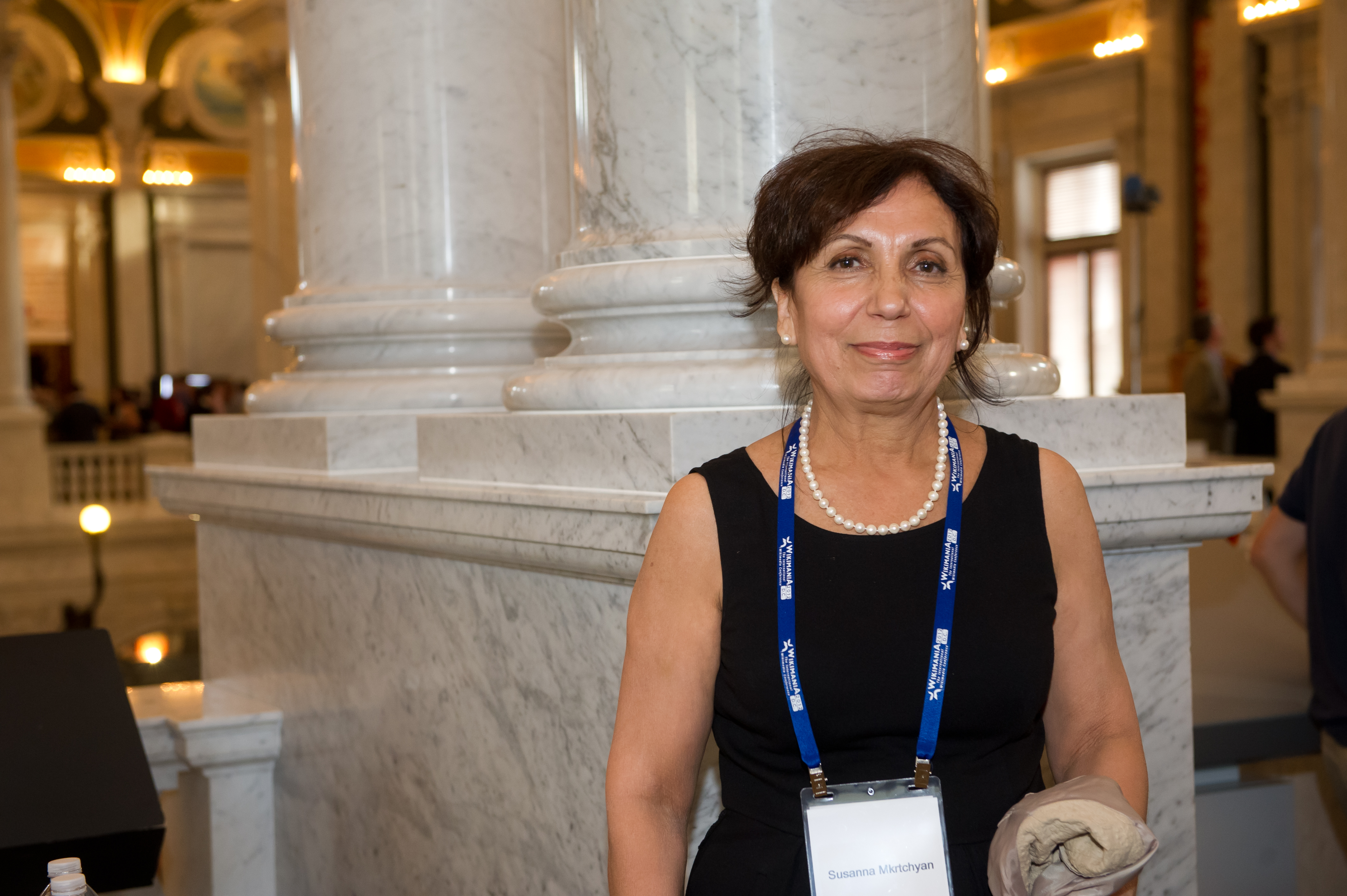

Професійну діяльність розпочала в Єреванському математичному науково-дослідному інституті ім. Мергеляна, потім працювала в Головному обчислювальному центрі Держплану СРСР, спочатку керівником групи, а потім керівником відділу автоматизованих банків даних. З 2010 року працює в Інституті проблем інформатики та автоматизації НАН РВ провідним науковим співробітником.

## Вікі-волонтер

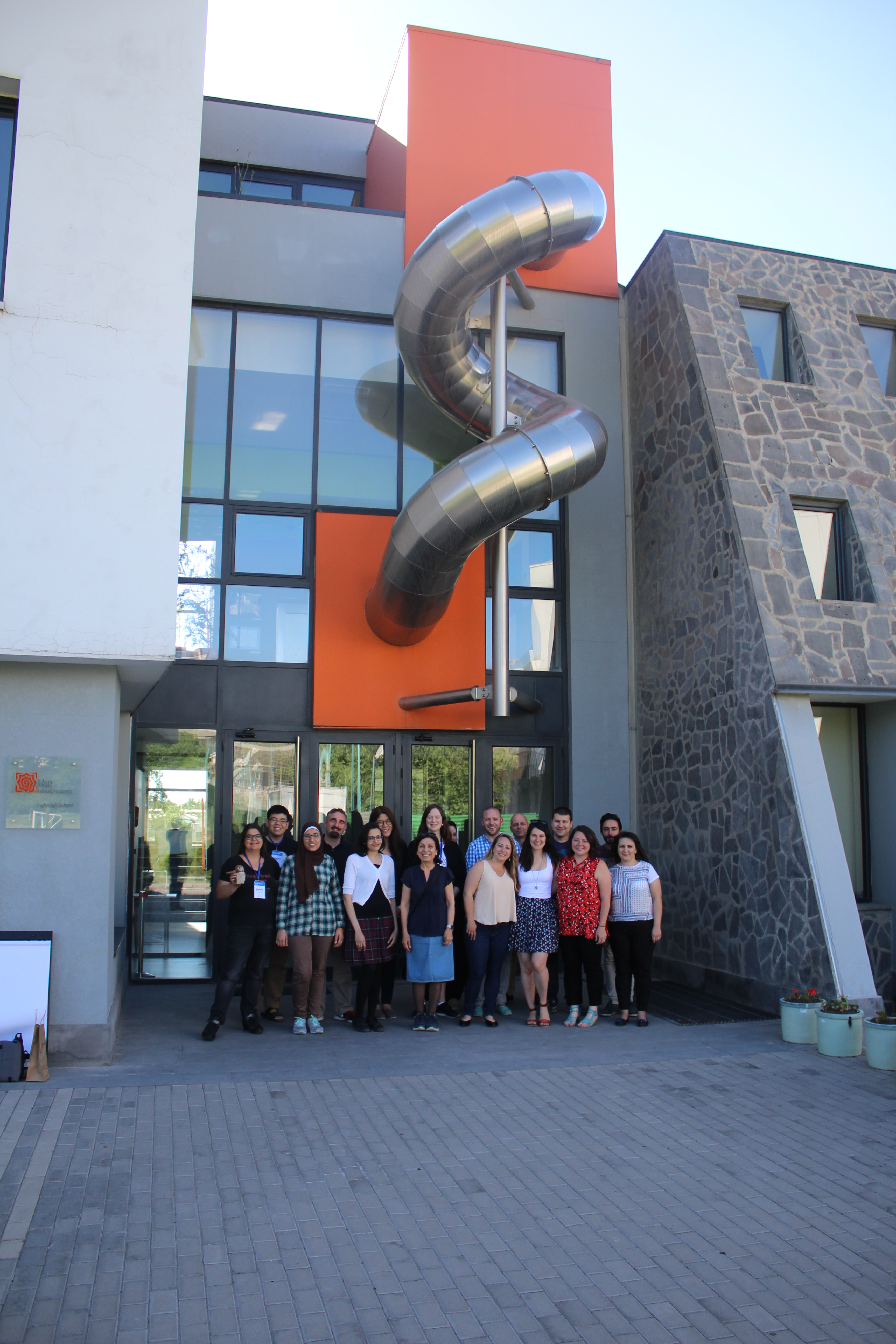
Зустріч Wikipedia з навчання і співпраці в школі Айб в Єревані, Вірменія, 2-4 червня 2017 року

У 2010 році Сусанна Мкртчян почала редагувати Вікіпедію. Будучи науковцем, помітила, що Вікіпедія може створити середовище для співпраці вірменських вчених як всередині країни, так і з їхніми зарубіжними колегами. У 2011 році вона взяла участь в щорічній Вікіманії, яка проходила в Хайфі (Ізраїль), де обговорила з представниками Фонду ідею створення відділення Вікімедіа у Вірменії. 14 травня 2013 року була заснована Громадська організація Вікімедіа Вірменія.
Сусанна Мкртчян — автор ряду нових освітніх проектів в області Вікіпедії, які отримали високу оцінку в усьому світі. Один із проектів Сусанни, Вікі-табір (Wikicamp), вперше успішно реалізований у Вірменії, був визнаний «Найдивнішим проектом року» в 2014 році. Аналогічно, в 2016 році «Найдивнішим проектом року» став проект Вікі-клуб (Wiki Club). Проекти Вікі-табір і Вікі-клуб стали вірменськими брендами руху Вікімедіа.
Завдяки ефективності заходів, спрямованих на популяризацію руху Вікімедіа у Вірменії, в серпні 2016 року було організовано та проведено у Діліжанському коледжі об'єднаного світу П'яту щорічну конференцію організацій Вікімедіа країн Східної і Центральної Європи.

## Нагороди
- Вікіпедист року — почесна нагорода, надана Джиммі Вейлзом на Вікіманії 2015 у Мехіко[3][19][20];
- «Найдивовижніший проект року» — відзнака за ініціативу створення Сусанною Мкртчян «Вікі-табору» в 2015 і 2016 роках.